# 托马斯·威尔森

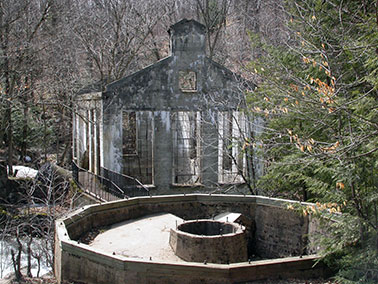
威尔森的磷酸盐实验工厂

托马斯·利奥波德·威尔森
（1860年3月14日—1915年12月20日）
是一个加拿大发明家。
他在1860年出生在一个在安大略普林斯顿附近的农场，后来去安大略汉密尔顿上学。21岁时，他设计并获得专利的第一台电动弧灯在汉密尔顿使用。在此之后，他去美国寻找使他的想法变为经济利益的机会。
1892年，托马斯·威尔森寻找到了一个经济有效的生产电石(碳化钙)（用于制造乙炔气）的方法。1895年，他向联合碳化物卖掉了这项专利。
同年，他和玛丽·帕克斯在加利福尼亚结婚并回到了加拿大。他在加拿大安大略省伍德斯托克为他的母亲建了一个房子。
1900年到1901年间，他搬到了渥太华并在安大略(渥太华和梅里顿)和魁北克(沙威尼根)开设了碳化物工厂。1911年他创立了 International Marine Signal Company 生产海运浮标和灯塔信标。
他还是渥太华第一个有汽车的人。
1915年，在他努力为一个在拉布拉多水电项目募集资金的同时，托马斯·威尔森由于心脏病发作在纽约市去世。丘吉尔瀑布项目竣工于1974年，他的梦想终于实现了。